# Samuel Peploe

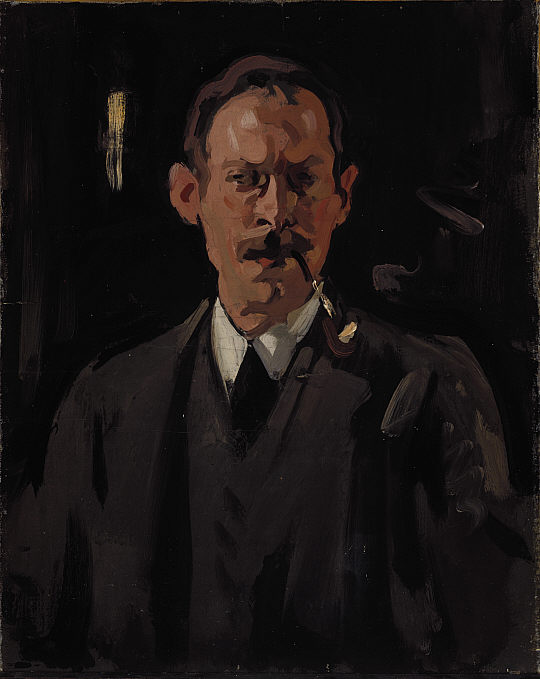
Zelfportret, 1904

Samuel John Peploe (Edinburgh, 27 januari 1871 - aldaar, 11 oktober 1935) was een Brits (Schots) kunstschilder. Hij wordt gerekend tot het postimpressionisme.

## Leven en werk
Peploe studeerde van 1893 tot 1894 aan de Royal Scottish Academy en vervolgens te Parijs aan de Académie Julian en de Académie Colarossi. In 1895 reisde hij naar Nederland en maakte een reeks kopieën van werk van Rembrandt en Frans Hals. Vanaf 1901 zou hij regelmatig blijven schilderen in Noord-Frankrijk en de Hebriden, vaak samen met zijn vriend John Duncan Fergusson. Hij raakte er geïnspireerd door het bijzondere licht en begon te experimenteren met kleur. Hij schilderde vooral landschappen, beïnvloed door de impressionistische Glasgow School en de Franse postimpressionisten. Zijn werk kenmerkt zich door het felle licht- en kleurgebruik, grote vlakken en een vaak rechtlijnige compositie.
Van 1910 tot 1912 woonde Peploe in Parijs en kwam daar sterk onder invloed te staan van Édouard Manet. Hij schilderde veel stillevens, landschappen en stadsgezichten, met grote penseelstreken, benadrukking van lichteffecten en impasto-technieken. Terug in Schotland reisde hij vaak met vrienden door het land en in 1920 verbleef hij een jaar op het eiland Iona, samen met Francis Cadell en een aantal andere Schotse coloristen.
Peploe overleed in 1935, 64 jaar oud. Zijn schilderij Still Life with Coffee Pot bracht in 2011 bij Christie's bijna 1 miljoen pond op, op dat moment een record voor een schilderij van een Schots kunstschilder.

## Galerij

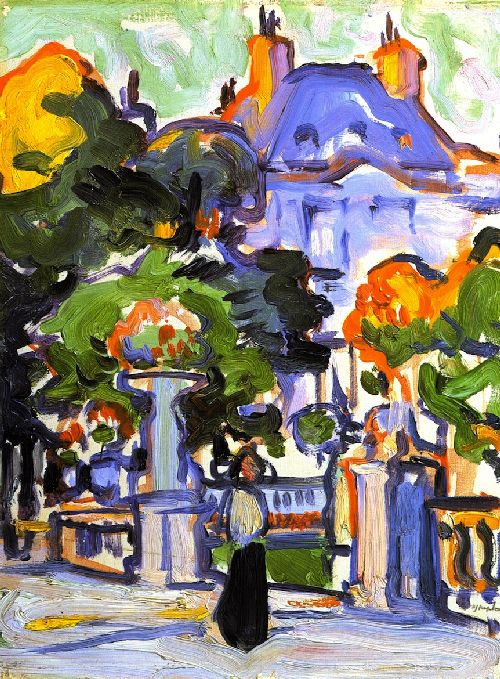
Luxembourg Gardens, Parijs
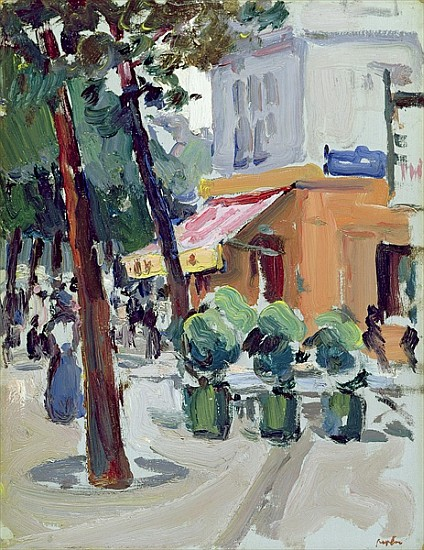
Luxembourg Gardens, Parijs
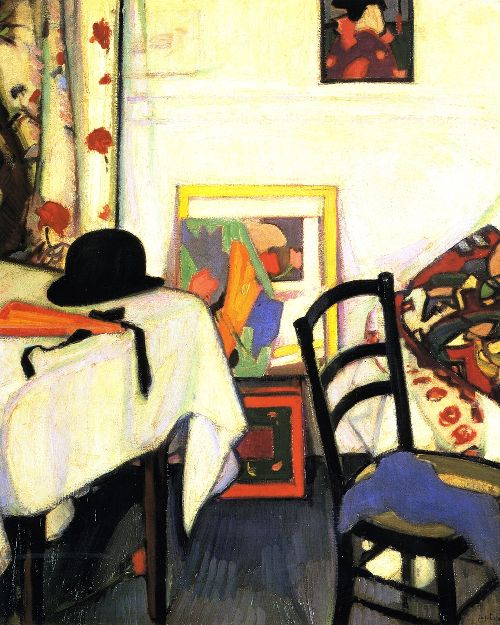
Interior with Japanese Print
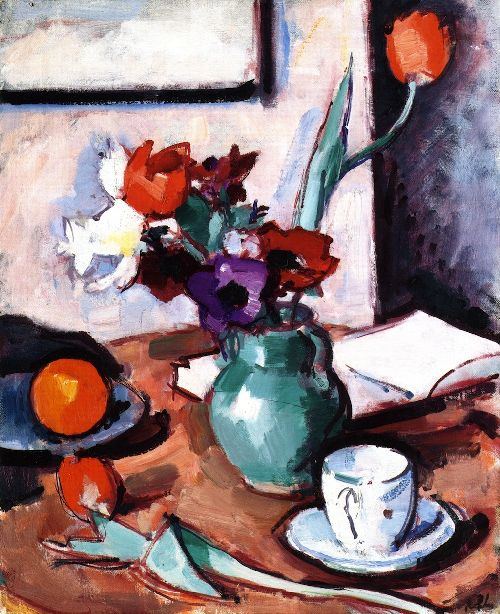
Flowers in a Green Vase
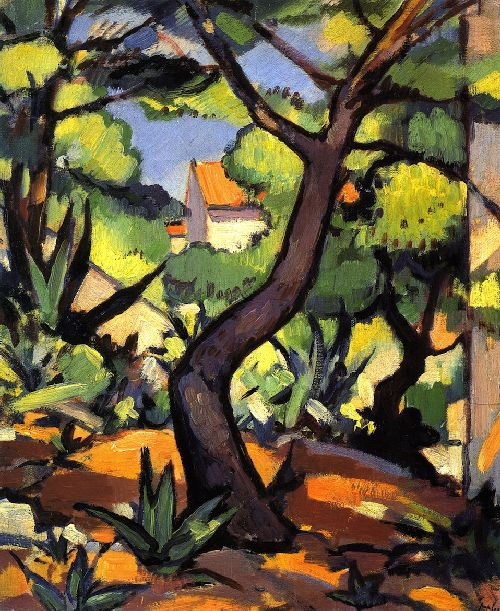
Landscape at Cassis
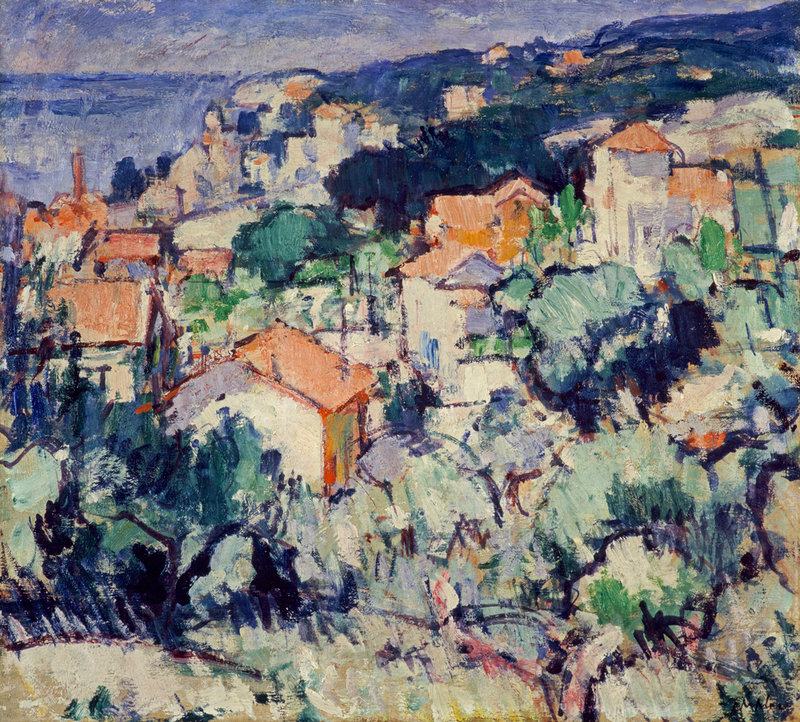
Landscape, South of France
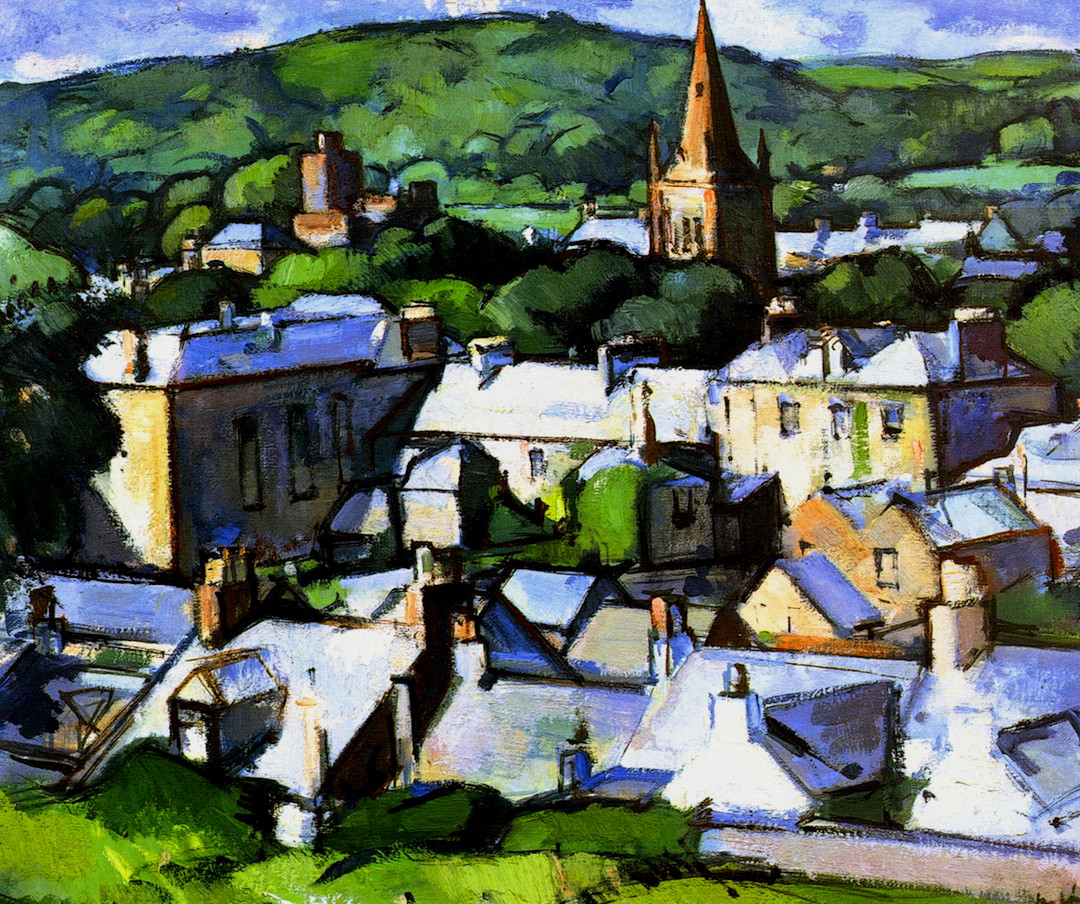
Kirkcudbright
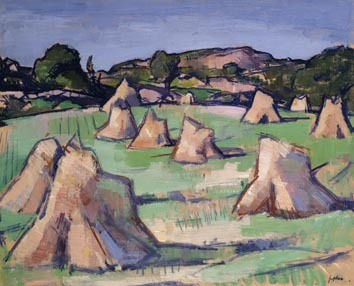
Haystacks
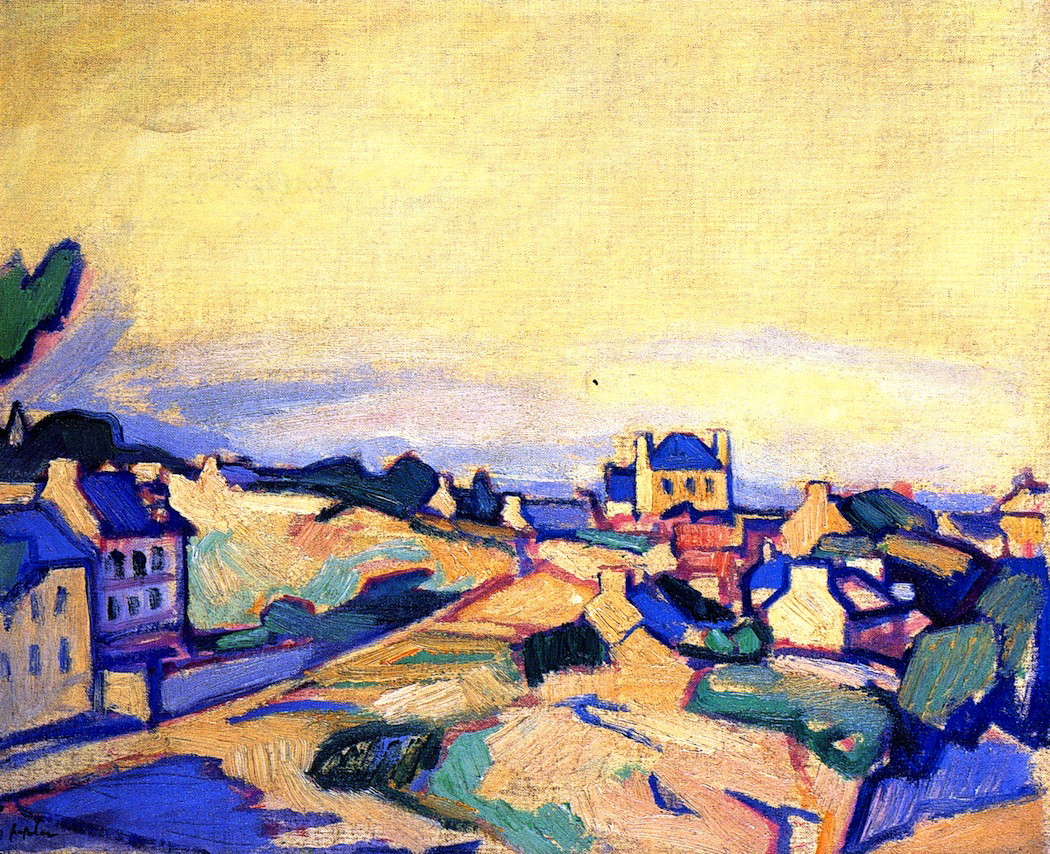
The Isle of Brehat
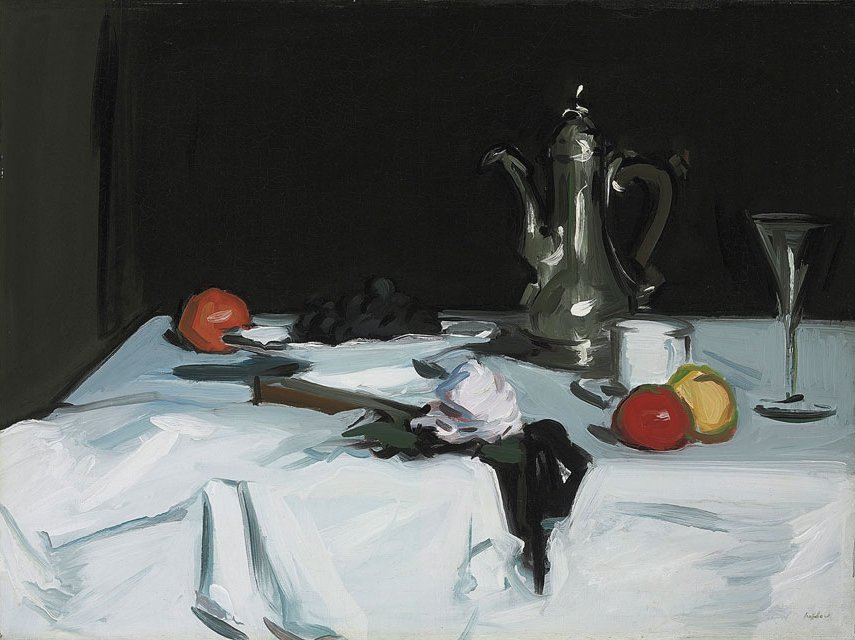
Still Life with Coffee Pot